# Hassan Amdouni
Pour les articles homonymes, voir Amdouni.
Hassen (Hassan) Amdouni, né le 7 novembre 1955 à Tunis, est un enseignant et écrivain belgo-tunisien.
Licencié en Droit musulman de l'Université Zitouna 1980.
Elève d'éminents savants zeytouniens et autres : Izz Ad-Din Sellam, Kamal Ad-Dine J'aït, Ben Brahim, El Ayyari, Dr Ménif, Dr Ahmed Békir, Mokhtar Tlili, Mohamed Abou Al Ajfân.....
Maitrise, Diplôme des Etudes approfondies et Doctorat de l'Université Paris Sorbonne (Paris IV)  en Etudes arabes et islamiques de l'université Paris-Sorbonne (Paris IV), sous la direction du professeur Dominique Sourdel. Thèse intitulée :  L'organisation sociale en Ifriqiya sous les Fatimides. 1986-1987.
Etudiant à l'Ecoles des Hautes Etudes (Paris Sorbonne). A suivi les cours et Séminaires des professeurs : Monnot, Gimaret, Jean Claude Vadet, Georges Maqdisi, et étudiant libre auprès du Prof J. P Charnay.
Dr Hassen Amdouni est spécialiste en droit musulman et dans la science de la méthodologie du droit (Usul al-Fiqh), il est connu par les cercles d'études et formations qu'il a dirigé, principalement en France et en Belgique[réf. nécessaire]:  
-Professeur et membre du Conseil scientifique à l'ISH de Châton Chinon. France 
-Professeur et Directeur des Etudes IEIP (Institut des Etudes Islamiques de Paris) 
-Professeur et Président du Conseil Scientifique : Académie Européenne de la Culture et des Sciences Islamiques. Bruxelles.
-Cofondateur et Recteur de l'IEIB (Institut des Etudes Islamiques de Bruxelles) 
Ses écrits en français sur l'islam concernent divers sujets : langue, exégèse, droit, méthodologie du droit, histoire, famille, éducation, dogme, etc.

## Principales publications
- La famille musulmane : relations familiales et éducations.
- Les quatre califes.
- Science, foi et bon comportement : recueil de hadith du Prophète.
- Choix de Hadîth du prophète de l'Islam : le culte (Al-'ibâdât).
- Le Hijab de la femme musulmane : vêtements et toilette
- Les menstrues, les métrorragies, les lochies : et leurs règles selon les quatre écoles juridiques sounnites.
- Les Péchés Majeurs, Traduction intégrale du Livre : Al Kabâ'ir d'Adh-Dhahbî.
- Encyclopédie du Droit musulman (3 volumes).
- Les Fondements du Droit musulman: Usûl Al Fiqh al islâmî.
- La médecine du Prophète ; As-Suyûtî
- Traduction et Exégèse sourate la Royauté
- Traduction et Exégèse Sourate les Chambres
- Traduction et Commentaire Chapitre 'Amma
- Lexique et Définitions des termes de l'Islam
- Le Collier de la Colombe, Ibn Hazm
- l'Islam : Foi, Culte, Valeurs et Principes